# Peter Kaplony
Peter Arpad Kaplony (* 15. Juni 1933 in Budapest; † 11. Februar 2011 in Zürich; heimatberechtigt ebenda) war ein Schweizer Ägyptologe.
Kaplony, Sohn eines Berufsoffiziers, kam im Dezember 1944 in die Schweiz und erhielt 1958 die Schweizer Staatsbürgerschaft. Er studierte Alte Geschichte, Ägyptologie sowie arabische Sprache und Literatur an den Universitäten in Zürich und Basel. 1959 wurde er in Zürich promoviert, 1964 erfolgte dort die Habilitation. Von 1970 bis zur Emeritierung 2000 war er Assistenzprofessor für Ägyptologie am Orientalischen Seminar der Universität Zürich.
Er war mit der deutschen Ägyptologin Ursula Kaplony-Heckel verheiratet.

## Veröffentlichungen
- Die Inschriften der ägyptischen Frühzeit. 4 Bände, Harrassowitz, Wiesbaden 1963–1964 (= Dissertation).
- Die Rollsiegel des Alten Reiches. 2 Bände (= Monumenta Aegyptiaca. Band 3A und 3B). La Fondation Égyptologique Reine Élisabeth, Brüssel 1977–1981.